# Ascochyta violae
Ascochyta violae är en svampart som beskrevs av Sacc. & Speg. 1878. Ascochyta violae ingår i släktet Ascochyta, ordningen Pleosporales, klassen Dothideomycetes, divisionen sporsäcksvampar och riket svampar.   Inga underarter finns listade i Catalogue of Life.